# Плюшки (шоу)
«Плюшки» — російське розважальне ток-шоу в жанрі комедії. Засноване у 2020 році колишніми учасниками команди КВК «Плюшки імені Ярослава Мудрого» (також «Гашека»). Основу Плюшек складає серія випусків «Знову не Гальцев», в якій її ведучий Богдан Лисевський бере інтерв'ю у різних зірок, задаючи навмисне провокаційні та дурні питання, надаючи випускам настрій абсурдності.
«Знову не Гальцев» є аналогом американського ток-шоу «Між двома папоротями із Заком Галіфіанакісом». Епізоди російського шоу нерідко виявлялися в епіцентрі скандалів через негативну реакцію гостей на дії ведучого, проте піддаються критиці через можливе інсценування .

## Список епізодів

### «Знову не Гальцев»

#### Основні
| №  | Гість             | Назва                                                | Дата публікації   | Тривалість (хв.) |
| -- | ----------------- | ---------------------------------------------------- | ----------------- | ---------------- |
| 1  | Павло Дерев'янко  | «Про фільми та телефонну розмову з Порошенком»       | 6 листопада 2020  | 7:40             |
| 2  | Олексій Ягудін    | «Про Льодовиковий період та сварку з Владом Бумагою» | 20 листопада 2020 | 8:33             |
| 3  | Леонід Слуцький   | «Про Fan ID та роман з Митею Хрустальовим»           | 2 лютого 2022     | 13:44            |
| 4  | Олександра Бортич | «Про "Холопа” та мого батька»                        | 6 липня 2022      | 17:47            |
| 5  | Олександр Волков  | «Про UFC, завершення кар'єри та Майнкрафт»           | 3 серпня 2022     | 18:49            |
| 6  | Андрій Гайдулян   | «Про „СашуТаню”, „Амкал” та 2Drots»                  | 31 серпня 2022    | 25:51            |
| 7  | Микита Єфремов    | «Про тата, насіння та Хаггі Ваггі»                   | 12 жовтня 2022    | 22:38            |
| 8  | Стас Ярушин       | «Про „Універ“, кенгуру та якийсь клікбейт»           | 2 листопада 2022  | 21:44            |
| 9  | Артем Дзюба       | «Про те саме відео та завершення кар'єри»            | 14 грудня 2022    | 27:51            |
| 10 | Нурлан Сабуров    | «Коли ЩБД ? Про тур Америкою, останнє інтерв'ю»      | 31 грудня 2022    | 31:58            |
| 11 | Роза Сябітова     | «Про „Давай одружимося” та роздвоєння особистості»   | 14 лютого 2023    | 30:42            |
| 12 | Тимур Батрутдінов | «Про „Маску”, „Холостяк“ та таємницю Бузової »       | 8 березня 2023    | 24:14            |
| 13 | Влад Кадоні       | «Про ДІМ-2, Битву екстрасенсів та Бліновську »       | 31 травня 2023    | 22:30            |
| 14 | Паша Технік       | «Про регаб, Булгакова та Лунтика»                    | 27 вересня 2023   | 24:51            |
| 15 | INSTASAMKA        | «Про пластику, буллінг у школі і за гроші так чи ні» | 9 листопада 2023  | 19:33            |
| 16 | Олександр Зубарєв | «Про стрими, зачіску та пельмені / Знову не Гальцев» | 29 листопада 2023 | 21:43            |

#### Додаткові
| № | Гість                             | Назва              | Дата публікації   | Тривалість (хв.) |
| - | --------------------------------- | ------------------ | ----------------- | ---------------- |
| 1 | Олександра Бортич                 | «Акторські курси»  | 20 липня 2022     | 18:17            |
| 2 | Андрій Гайдулян Валентина Рубцова | «СашаБогдан»       | 21 вересня 2022   | 9:56             |
| 3 | Стас Ярушин                       | «Робимо новий рот» | 23 листопада 2022 | 14:50            |
| 4 | Леонід Слуцький                   | «Їдемо на ринок»   | 18 січня 2023     | 17:16            |
| 5 | Нурлан Сабуров                    | «Нурландос»        | 26 липня 2023     | 23:53            |

### «Плюшки шоу»
| № | Сезон | Гість        | Дата публікації | Тривалість (хв.) | П.    |
| - | ----- | ------------ | --------------- | ---------------- | ----- |
| 1 | 1     | Сергій Жуков | 18 серпня 2020  | 19:15            | [ 4 ] |